# Кам'яний потік
Кам'яний Потік — струмок у Полтавській області України. Тече територією Глобинського району.